# Sanbornton
Pour les articles homonymes, voir Sanborn.
Sanbornton est une municipalité américaine située dans le comté de Belknap au New Hampshire. Selon le recensement de 2010, sa population est de 2 966 habitants.

## Géographie
La municipalité s'étend sur 49,76 milles carrés (128,88 km2), dont 2,15 milles carrés (5,57 km2) d'étendues d'eau.

## Histoire
La localité est fondée en 1748 sous le nom de First Township. Elle doit son nom à la famille Sanborn, dont 12 membres faisaient partie de ses premiers habitants. Sanbornton devient une municipalité en 1770. Un siècle plus tard, le sud de la ville (Sanbornton Bridge) devient à son tour une municipalité indépendante, sous le nom de Tilton.